# Lvovská oblast
Lvovská oblast (ukrajinsky Львівська область, Lvivska oblasť; též Львівщина / Lvivščyna) je jednou z 24 samosprávných oblastí Ukrajiny. Rozkládá se v západní části země u hranic s Polskem. Oblast je centrální částí historického regionu Halič. Hlavním městem je Lvov. Oblast se dále člení na 7 rajónů. Se svými 2,4 miliony obyvatel je jednou z nejlidnatějších oblastí země.

## Historie
Oblast byla ustavena rozhodnutím vlády SSSR během invaze do Polska (4. ledna 1939); v letech 1918–1939 náleželo území 2. polské republice, do r. 1918 Habsburské monarchii. Roku se 1959 území oblasti rozšířilo o rušenou Drohobyčskou oblast.
19. února 2014, po noci násilného střetu vládních a protivládních sil v Kyjevě, vyhlásil parlament Lvovské oblasti její nezávislost na Janukovyčově vládě (nikoliv však na Ukrajině) a sestavil výkonný výbor, který převzal úlohu vlády, v jejímž čele stanul Petro Kolodij. Odpůrci prezidenta Janukovyče obsadili všechny úřady i sídlo kontrarozvědky a nová vláda nad nimi převzala kontrolu.

## Geografie
Lvovská oblast je převážně pahorkatinná s průměrnou výškou okolo 300 m., na jihu se zvedají lesnaté Karpaty. Území se svažuje jednak na sever k Volyni (údolí řeky Buh), jednak na jihovýchod (údolí Dněstru). Na severozápadě do oblasti zasahuje vysočina Roztoččja, jejíž nejvyšší vrchol – kopec Vysokyj Zamok – leží v samém centru Lvova.

## Obyvatelstvo
K 1. lednu 2022 žilo v oblasti 2 478 134 obyvatel. Lvovská oblast patří mezi nejvíce zalidněné oblasti Ukrajiny (5. místo na Ukrajině).
Oblast se vyznačuje střední mírou urbanizace: z 2,478 milionů osob žilo ve městech 1,516 milionů lidí (61,2 %), zatímco na venkově 961,8 tisíc lidí (38,8 %).
Počet obyvatel v oblasti postupně klesá. Tabulka níže představuje populační vývoj oblasti.
| 1990      | 1991      | 1995      | 2000      | 2005      | 2010      | 2015      | 2020      | 2022      |
| --------- | --------- | --------- | --------- | --------- | --------- | --------- | --------- | --------- |
| 2 754 100 | 2 764 400 | 2 770 300 | 2 676 900 | 2 588 000 | 2 549 600 | 2 537 800 | 2 512 100 | 2 478 100 |

Za rok 2021 se narodilo 19 441 živě narozených dětí, zemřelo však 39 890 lidí, z nichž 121 byly děti ve věku do jednoho roku. Na 100 zemřelých připadalo jen 49 živě narozených. Celkový úbytek obyvatel byl 19 616 lidí. Míra kojenecké úmrtnosti tehdy činila 6,2 ‰.
Podle výsledků sčítání lidu v roce 2001 žilo v oblasti 94,8 % Ukrajinců, 3,6 % Rusů a 0,7 % Poláků. 95,3 % všech obyvatel považovalo ukrajinštinu za rodný jazyk, 3,8  % považovalo za svou mateřštinu ruštinu.

## Přehled měst

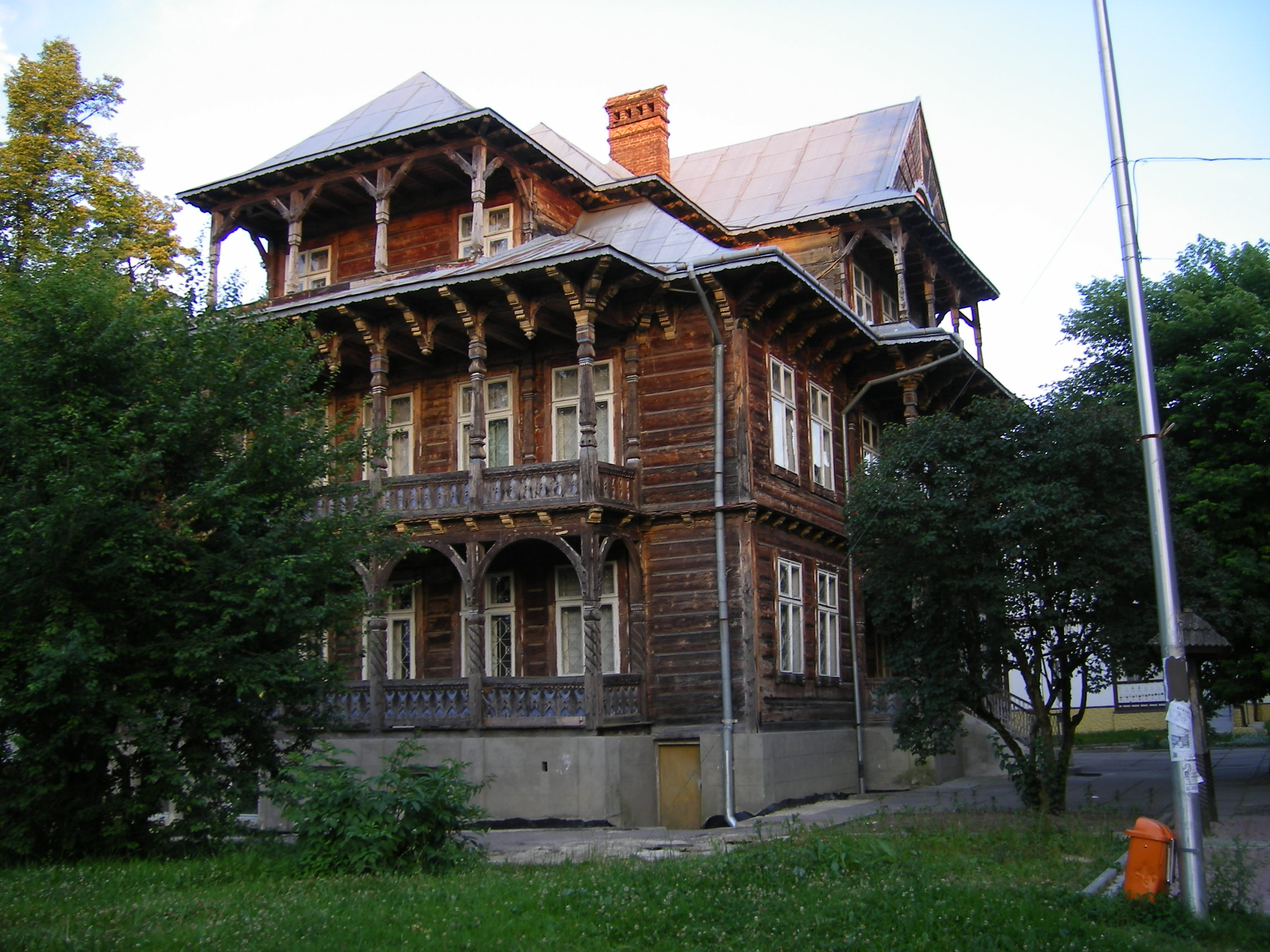
Truskavec, oblíbené rekreační středisko

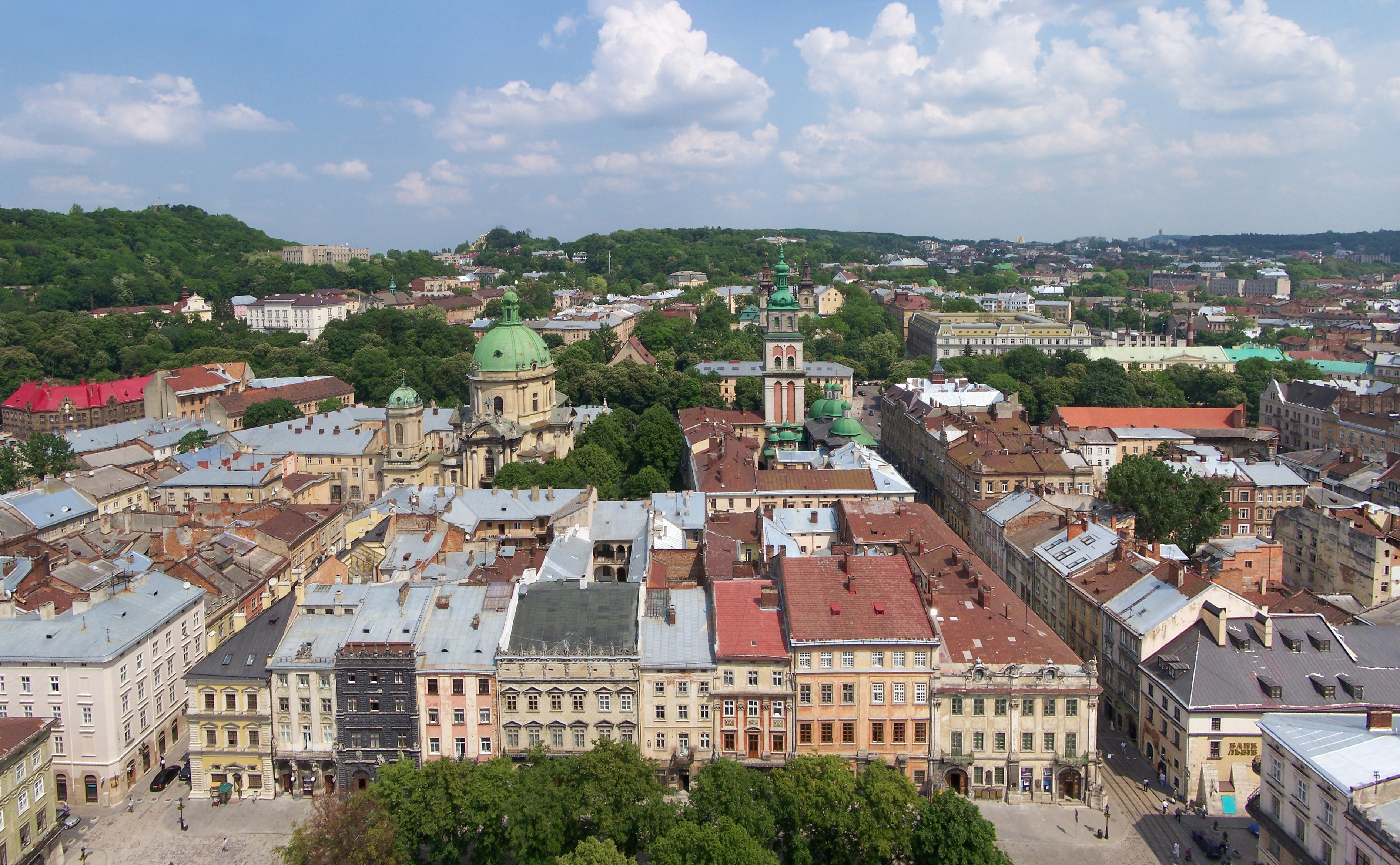
Lvovské historické centrum

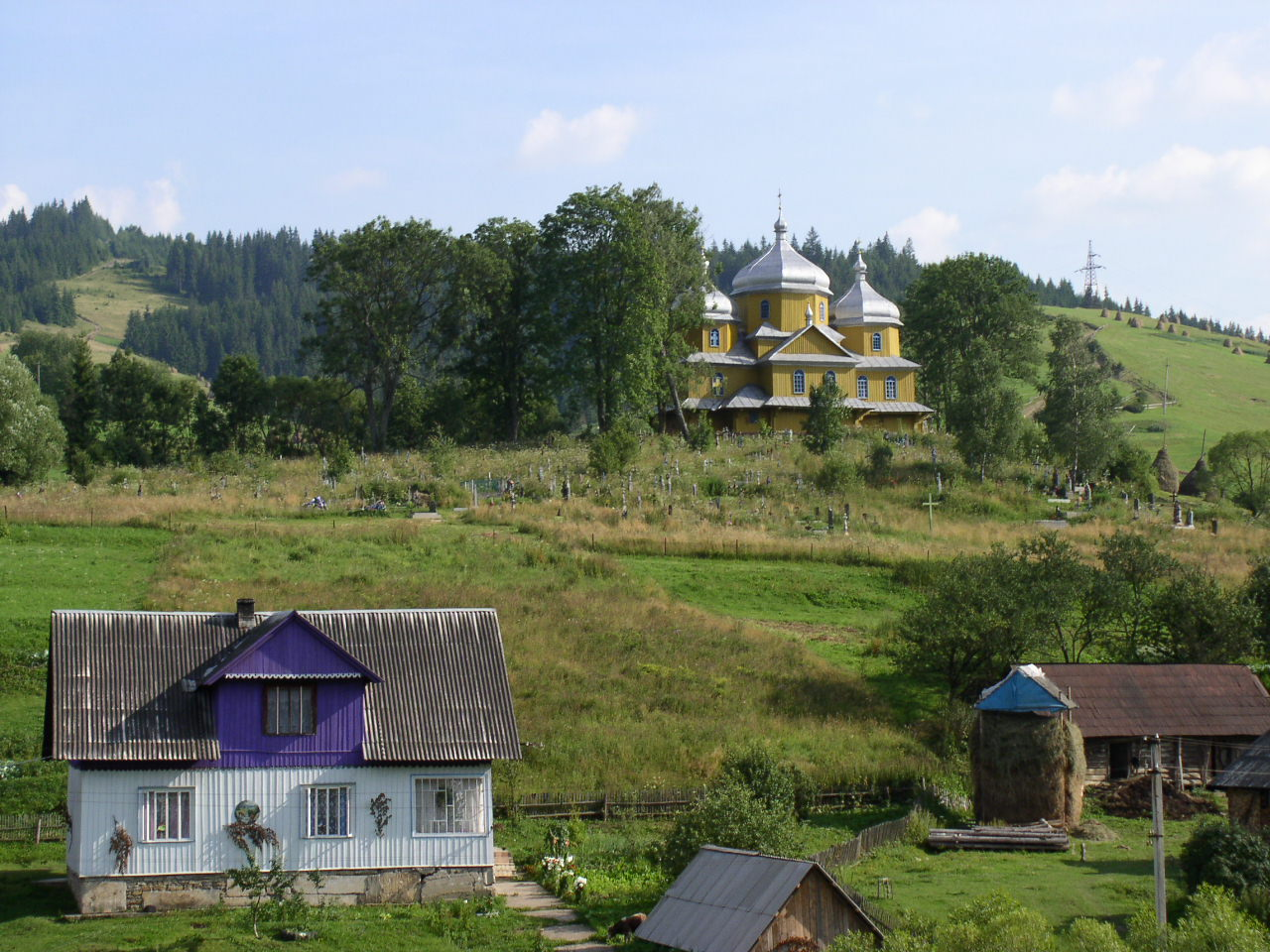
Podkarpatská vesnice na jihu Lvovské oblasti

Následující tabulka podává přehled měst s více než 10 000 obyvateli.
| Město          | Ukrajinský      | Ruský název     | Polský název        | Obyvatel 1. 1. 2022 |
| -------------- | --------------- | --------------- | ------------------- | ------------------- |
| Lvov           | Львів           | Львов           | Lwów                | 717 273             |
| Drohobyč       | Дрогобич        | Дрогобыч        | Drohobycz           | 73 682              |
| Šeptyckyj      | Червоноград     | Червоноград     | Czerwonohrad        | 64 297              |
| Stryj          | Стрий           | Стрый           | Stryj               | 59 425              |
| Sambir         | Самбір          | Самбор          | Sambor              | 34 152              |
| Boryslav       | Борислав        | Борислав        | Borysław            | 32 473              |
| Novojavorivsk  | Новояворівськ   | Новояворовск    | Nowojaworowsk       | 31 166              |
| Truskavec      | Трускавець      | Трускавец       | Truskawiec          | 28 287              |
| Novyj Rozdil   | Новий Розділ    | Новый Роздол    | Nowy Rosdół         | 27 841              |
| Zoločiv        | Золочів         | Золочев         | Złoczów             | 23 912              |
| Brody          | Броди           | Броды           | Brody               | 23 134              |
| Sokal          | Сокаль          | Сокаль          | Sokal               | 20 373              |
| Stebnyk        | Стебник         | Стебник         | Stebnik             | 20 200              |
| Vynnyky        | Винники         | Винники         | Winniki             | 19 037              |
| Horodok        | Городок         | Городок         | Gródek Jagielloński | 15 633              |
| Mykolajiv      | Миколаїв        | Николаев        | Mikołajów           | 14 498              |
| Žovkva         | Жовква          | Жовква          | Żółkiew             | 13 852              |
| Javoriv        | Яворів          | Яворов          | Jaworów             | 12 785              |
| Sosnivka       | Соснівка        | Сосновка        | Sosnówka            | 10 712              |
| Žydačiv        | Жидачів         | Жидачов         | Żydaczów            | 10 353              |
| Kamjanka-Buzka | Кам'янка-Бузька | Каменка-Бугская | Kamionka Strumiłowa | 10 397              |

Další města (pod 10 000 obyvatel)
Chodoriv | Belz | Bibrka | Busk | Dobromyl | Dubljany | Hlyňany | Chyriv | Komarno | Moršyn | Mostyska | Novyj Kalyniv | Peremyšljany | Pustomyty | Radechiv | Rava-Ruska | Rudky | Skole | Staryj Sambir | Sudova Vyšňa | Turka | Uhniv | Velyki Mosty

## Hospodářství a doprava
V pánvi při úpatí Karpat jsou ložiska ropy a zemního plynu; na severu oblasti leží Lvovsko-volyňská uhelná pánev. Ve městě Brody se setkávají ropovody Družba a Oděsa-Brody. Rozšířen je strojírenský a chemický průmysl a různá odvětví lehkého průmyslu, zejména potravinářský.
Oblastí prochází hlavní silniční i železniční tah Krakov – Přemyšl – Lvov – Kyjev/Oděsa. Důležitá železniční trať Lvov – Stryj – Čop a hlavní silnice vedou též přes Užhorod/Mukačevo do Maďarska a na Slovensko. Hlavními železničními uzly jsou Lvov a Stryj. Ve Lvově je mezinárodní letiště.

## Sousední oblasti
- Volyňská oblast (sever)
- Rovenská oblast (severovýchod)
- Ternopilská oblast (východ)
- Ivanofrankivská oblast (jihovýchod)
- Zakarpatská oblast (jih)
- polské Podkarpatské vojvodství (západ)
- polské Lublinské vojvodství (severozápad)